# Sjemenovod
Sjemenovod (lat. ductus deferens) je paran cjevasti organ, dio muškog spolnog sustava koji služi za odvodnju spermija iz pasjemenika pred ejakulaciju.
Svaki sjemenovod dug je oko 30cm, nastavlja se na izvodni kanal pasjemenika, kao dio sjemenske vrpce (lat. funiculus spermaticus) ide iz mošnja u trbuh, te završava kao mlaznični vod (lat. ductus ejaculatorius) nakon što se spoji s izvodnim kanalima sjemenskog mjehurića. Prije spoja s izvodnim kanalom nalazi se proširenje sjemenovoda, lat. ampulla. 
Histološki sjemenovod se sastoji od tri sloja:
- sluznica, (lat. tunica mucosa) koju čine višeredni cilindrični epitel sa stereocilijama
- mišićni sloj (lat. tunica muscularis) - tri sloja glatkog mišića
- lat. tunica adventitia koja izvana pokriva mišićni sloj.